# بيير كريمر
بيير كريمر هو مدرب هوكي جليد كندي، ولد في 6 يوليو 1944 في Chomedey, Quebec ‏ في كندا.

## وصلات خارجية
- بيير كريمر على موقع HockeyDB.com (الإنجليزية)